# Taucha
Taucha (pronunciación en alemán: /ˈtaʊ̯xa/ⓘ) es un municipio situado en el distrito de Sajonia Septentrional, en el estado federado de Sajonia (Alemania), a una altitud de 130 metros. Su población a finales de 2016 era de unos 15 400 habitantes y su densidad poblacional, 460 hab/km².